# Nga hóa

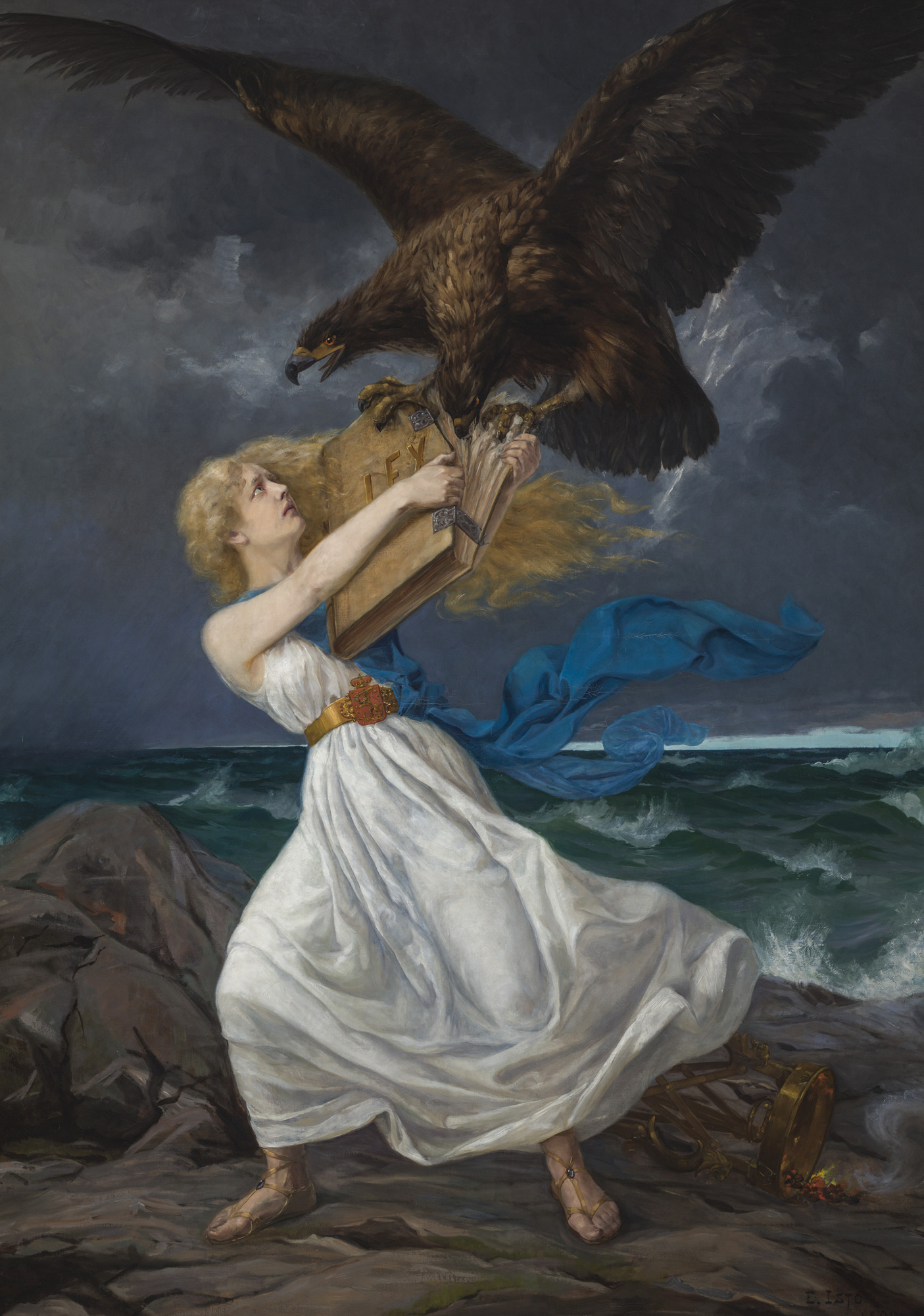
Tranh biếm họa về trinh nữ Phần Lan và con đại bàng, mỉa mai sự Nga hóa mang tính chộp giật

Nga hóa (Russification/Pусификация/Rusifikatsiya) là một hình thức đồng hóa văn hóa trong đó những người không phải là Nga, dù là tự nguyện hay không tự nguyện, thì sẽ từ bỏ văn hóa và ngôn ngữ của họ để ủng hộ văn hóa Nga và tiếng Nga. Theo nghĩa lịch sử, thuật ngữ này đề cập đến cả chính sách chính thức và không chính thức của Đế chế Nga và Liên Xô liên quan đến các thành phần dân tộc của đất nước này và các dân tộc thiểu số ở Nga, nhằm mục đích thống trị và bá quyền của Nga. Các lĩnh vực chính của Nga hóa là chính trị và văn hóa. Trong chính trị, một yếu tố của Nga hóa là giao cho công dân Nga các vị trí hành chính trong các thể chế quốc gia. Trong lĩnh vực văn hóa, thì sự Nga hóa chủ yếu là sự thống trị của tiếng Nga trong hoạt động kinh doanh chính thức và ảnh hưởng mạnh mẽ của tiếng Nga đối với thành ngữ trong quốc gia đó. Sự thay đổi về nhân khẩu học có lợi cho dân tộc Nga đôi khi cũng được coi là một hình thức Nga hóa. 
Một số nhà nghiên cứu phân biệt Nga hóa, như một quá trình thay đổi nhãn hiệu dân tộc hoặc bản sắc dân tộc của một người từ một dân tộc không phải người Nga thành người Nga, với Nga hóa, sự lan truyền của ngôn ngữ, văn hóa và con người Nga vào các nền văn hóa và khu vực không phải của người Nga, cũng khác biệt với Xô Viết hóa hoặc sự áp đặt các hình thức thể chế do Đảng Cộng sản Liên Xô thiết lập trên toàn bộ lãnh thổ do đảng này vươn tới. Theo nghĩa này, mặc dù Nga hóa thường được gộp giữa tiến trình Nga hóa trong lịch sử với chính sách Nga hóa và Xô viết hóa do Nga lãnh đạo, mỗi quá trình có thể được coi là một quá trình riêng biệt, chẵng hạn như chính sách Nga hóa và Xô viết hóa không tự động dẫn đến sự Nga hóa – một sự thay đổi về ngôn ngữ hoặc bản sắc tự thân của những người không phải người Nga thành người Nga. Do đó, mặc dù đã tiếp xúc lâu dài với ngôn ngữ và văn hóa Nga, cũng như với Xô viết hóa, vào cuối thời kỳ Xô Viết, những người không phải người Nga đã ở bờ vực trở thành phần lớn dân số ở Liên Xô. Sau hai lần sụp đổ của Đế quốc Nga năm 1917 và Liên Xô năm 1991, thì những quá trình phi Nga hóa đã diễn ra trên diện rộng.

## Phi Nga hóa
Phi Nga hóa (Derussification hay Derussianization) là một quá trình hoặc chính sách công ở các quốc gia khác nhau của Đế quốc Nga cũ và Liên Xô nhằm khôi phục bản sắc dân tộc của người bản địa về ngôn ngữ, văn hóa và ký ức lịch sử mà đã bị che lấp do quá trình Nga hóa. Thuật ngữ này còn ám chỉ đến việc gạt ra ngoài lề ngôn ngữ, văn hóa Nga và các đặc thù khác của xã hội nói tiếng Nga thông qua việc thúc đẩy các ngôn ngữ và văn hóa khác, thường là bản địa. Những ví dụ có thể biết đến như Moldova đã được đổi tên từ "tiếng Rumani" thành "tiếng Moldova" và nó không còn được viết bằng bảng chữ cái Latinh nữa, mà chuyển sang chữ Kirin. Chính sách này chỉ được đảo ngược vào năm 1989, sau các cuộc biểu tình lớn thấm nhuần tinh thần yêu nước. Tiếng Nga vẫn được sử dụng nhưng không quan trọng bằng thời Liên Xô vì nó không có địa vị đặc biệt ở đất nước này và việc sử dụng nó như tiếng mẹ đẻ đã giảm trong một thời gian. Các các quốc gia vùng Baltic (gồm Litva, Latvia và Estonia) đã trải qua quá trình phi Nga hóa kể từ khi giành lại độc lập từ Liên Xô vào năm 1991. Việc chiếm đóng các quốc gia vùng Baltic đã dẫn đến sự xuất hiện của một nhóm thiểu số người Nga đáng kể, hầu như không có ngoại lệ, họ chỉ nói tiếng Nga. Từ cuộc xâm lược Ukraina đã đẩy nhanh quá trình phi Nga hóa ở các quốc gia vùng Baltic. Một thay đổi đáng chú ý là quyết định của Latvia chuyển đổi tất cả các trường công lập hiện có sang chỉ tiếng Latvia, bắt đầu từ tháng 9 năm 2023. Lithuania và Estonia nhanh chóng làm theo. Tất cả các trường công lập ở Latvia sẽ sử dụng tiếng Latvia làm ngôn ngữ giáo dục vào tháng 9 năm 2025. 
Sự phi Nga hóa ở Ukraine bắt đầu sau sự sụp đổ của Liên Xô vào năm 1991, khi Ukraina giành được độc lập. Tuy nhiên, trong những năm đầu tiên sau khi giành được độc lập, phi cộng hóa và việc tạo ra một nền kinh tế chủ nghĩa tư bản thị trường tự do đã đi trước. Tuy nhiên, các quá trình phi Nga hóa và phi cộng hóa có liên quan chặt chẽ với nhau, và một số bước chính đã được thực hiện một cách tự phát và không có hệ thống. Tính đến năm 2022, quá trình phi cộng sản hóa phần lớn đã hoàn tất trong Ukraina, và do đó, gần đây đã dành nhiều nguồn lực hơn cho quá trình phi cộng sản hóa. Quá trình này phức tạp và gia tăng tốc lực do sự leo thang trong Chiến tranh Nga-Ukraina bắt đầu bằng cuộc xâm lược Ukraine của Nga vào tháng 2 năm 2022. Trong bối cảnh của cuộc xâm lược, quá trình phi Nga hóa bắt đầu thực sự ở Ukraina. Tên đường phố đã được thay đổi và các tượng đài Liên Xô-Nga đã bị phá hủy ở các làng mạc và thị trấn. Những thay đổi đã được hiện thực hóa ở Lviv, Dnipro, Kyiv và Kharkiv. Đồng thời, Ivano-Frankivsk trở thành thành phố đầu tiên ở Ukraina hoàn toàn không có tên tiếng Nga. Tính đến ngày 8 tháng 4 năm 2022, theo cuộc thăm dò của nhóm xã hội học thì có đến 76% người Ukraina ủng hộ sáng kiến đổi tên đường phố và các đối tượng khác có tên liên quan đến Nga hoặc Liên Xô. Vào ngày 21 tháng 4 năm 2023, Tổng thống Volodymyr Zelenskyy đã ký đạo luật "Về việc lên án và cấm tuyên truyền chính sách đế quốc của Nga tại Ukraina và phi thực dân hóa địa danh. Luật này cấm việc sử dụng tên địa danh tượng trưng hoặc tôn vinh Nga, những cá nhân đã thực hiện hành vi xâm lược Ukraina (hoặc một quốc gia khác), cũng như các chính sách và hoạt động toàn trị liên quan đến Đế chế Nga và Liên Xô, bao gồm cả người Ukraine sống tại các vùng lãnh thổ do Nga chiếm đóng.